# 1987 Kaplan
1987 Kaplan este un asteroid din centura principală, descoperit pe 11 septembrie 1952 de Pelagheia Șain.